# Bandera de Detroit
La bandera de Detroit va ser dissenyada l'any 1907 per David E. Heineman i es va adoptar oficialment com a bandera de la ciutat el 1948. El disseny de la bandera s'ha modificat lleugerament diverses vegades en els anys posteriors, el més recent l'any 2000.

## Disseny
Es tracta d'una bandera heràldica. La bandera porta el segell de la ciutat estampat sobre un camp partit en creu, formant quatre particions cadascuna de les quals representa un estat que en algun moment de la història ha controlat Detroit. El quarter inferior esquerra representa França, que va fundar l'assentament el 1701; conté cinc flors de lis d'or sobre un camp blanc, imitant el pavelló reial francès. El quarter superior dret representa el regne de la Gran Bretanya, que va controlar el fort des del 1760 fins al 1796; conté tres lleopards d'or sobre un camp vermell, imitant les armes reials d'Anglaterra. El quarter inferior dret conté 13 bandes vermelles i blanques, mentre que el quarter superior esquerra conté 13 estrelles blanques sobre un camp blau, en representació de les tretze colònies originals dels Estats Units.

### Simbolisme
Els dos lemes llatins que apareixen al segell: Speramus Meliora i Resurget Cineribus, signifiquen "Esperem coses millors" i "Ressuscitarà de les cendres", foren escrits pel reverent francès Gabriel Richard després del Gran Incendi de l'1 de juny de 1805. El foc va provocar que tota la ciutat cremés i que tan sols se salvés de les flames un edifici. La figura de l'esquerra plora per la destrucció mentre que la figura de la dreta fa un gest cap a la nova ciutat que s'aixecarà al seu lloc.

## Curiositat
La bandera apareix com un exemple de mal disseny de bandera en el llibre "Modern Flag Design" de Martin Joubert.

## Banderes històriques

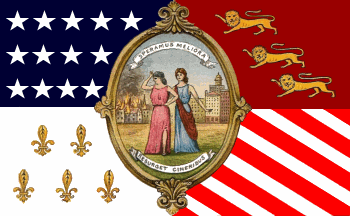
Bandera de 1948–1972.
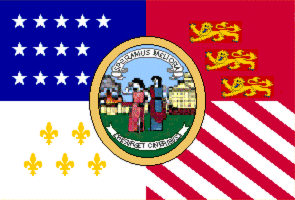
Bandera de 1972–1976.
Bandera de 1976-2000.